# Diversidad sexual en Akrotiri y Dekelia
Las personas lesbianas, gays, bisexuales y transgénero (LGBT) en el territorio británico de ultramar de Akrotiri y Dekelia disfrutan de la mayoría de los mismos derechos que las personas no LGBT.
Debido a que Akrotiri y Dekelia son una base militar soberana, el estado de los derechos LGBT en ciertas áreas es ambiguo y poco claro. El matrimonio entre personas del mismo sexo es legal en el territorio desde junio de 2014, en virtud de la Orden sobre matrimonio en el extranjero (Fuerzas Armadas) de 2014, pero solo para el personal militar británico. En la mayoría de los casos, las leyes de Akrotiri y Dekelia y del Reino Unido no se aplican a los cerca de 7700 civiles chipriotas. Akrotiri y Dekelia emiten certificados de nacimiento y defunción a residentes civiles, por ejemplo, pero sólo emiten certificados de matrimonio a personal militar y sus dependientes.

## Ley sobre la actividad sexual entre personas del mismo sexo
La actividad sexual entre personas del mismo sexo se legalizó en Akrotiri y Dekelia en 2000, en virtud de la Ordenanza (Enmienda) del Código Penal de 2000. En 2003 se igualó la edad de consentimiento para las actividades sexuales entre personas del mismo sexo.

## Reconocimiento de las relaciones entre personas del mismo sexo
El matrimonio entre personas del mismo sexo en Akrotiri y Dekelia es legal desde el 3 de junio de 2014. El Consejo Privado del Reino Unido aprobó una ordenanza para legalizar dichos matrimonios el 28 de abril de 2014, que entró en vigor el 3 de junio. Sin embargo, para que una pareja del mismo sexo se case en el territorio, al menos uno de los miembros de la pareja debe servir en las Fuerzas Armadas británicas y su solicitud de matrimonio debe ser aprobada por el comandante de la base. La primera pareja del mismo sexo que se casó en el territorio fue la del sargento Alastair Smith y Aaron Weston, que se casaron en la base militar británica de Dekelia el 10 de septiembre de 2016.
Las uniones civiles también son legales para las parejas del mismo sexo, si al menos uno de los miembros de la pareja sirve en las Fuerzas Armadas británicas, desde el 7 de diciembre de 2005.
Las parejas civiles del mismo sexo que viven en el territorio no pueden casarse, ya que se rigen por las leyes de Chipre, que no reconocen el matrimonio entre personas del mismo sexo. En 1960, cuando la República de Chipre obtuvo su independencia, el Reino Unido declaró que las leyes aplicables a la población civil serían, en la medida de lo posible, las mismas que las de Chipre. En diciembre de 2015, se legalizaron las uniones civiles en Chipre tanto para parejas del mismo sexo como para parejas del mismo sexo.

## Protecciones contra la discriminación
El territorio prohíbe la discriminación basada en la orientación sexual en el empleo desde el 1 de marzo de 2013.
Desde el 1 de febrero de 2016, el Código Penal local tipifica como delito la incitación a la violencia o al odio por motivos de orientación sexual.